# Tripelpunt (natuurkunde)

Een schematisch fasediagram. De gestippelde groene lijn geeft het bijzondere gedrag van water weer.

Een tripelpunt is een toestand waarbij een stof tegelijkertijd voorkomt in de drie "hoofdfasen" (vast, vloeistof en gas) die onderling in evenwicht zijn. Het tripelpunt kan omschreven worden als het smeltpunt van de stof onder haar eigen dampdruk.
Het bekendste is het tripelpunt van water: als vloeibaar water naast ijs en waterdamp voorkomt, is de temperatuur T per definitie 0,01 graden Celsius of 273,16 kelvin (de tripelpunttemperatuur) bij een druk P van 611,73 pascal (ongeveer 0,006 atmosfeer, de tripelpuntdruk).
Het bijzondere van het tripelpunt is, dat voor zuivere stoffen daar de temperatuur en de druk vastliggen. Volgens de fasenregel is het systeem dan invariant: noch P, noch T kan gekozen worden. Alleen de verhoudingen van de verschillende fasen, dat wil zeggen de verhouding aan vaste stof, vloeistof en gas, kan variëren. Bijvoorbeeld, veronderstel een afgesloten vat met ijs, water en waterdamp. Bij toevoer van warmte aan dit vat zal een deel van het ijs smelten, en omdat het waterniveau hetzelfde blijft, zal het water niet verdampen. De druk en de temperatuur blijven dan gelijk. Pas als al het ijs is gesmolten, zal de toevoer van warmte het water in temperatuur doen toenemen, en daarmee de druk langs de kooklijn.
Wanneer ijs bij een druk boven de tripelpuntdruk wordt bewaard, en er dus geen waterdamp is, dan zal het bij verwarmen alleen overgaan in vloeibaar water. Wanneer ijs bij een temperatuur beneden de tripelpunttemperatuur wordt bewaard, dan zal het bij de sublimatiedruk (rode lijn in figuur hiernaast) in evenwicht zijn met de gasfase. Wanneer de druk verlaagd wordt komt de vloeibare fase niet meer voor, het water zal dan direct vanuit de vaste fase sublimeren naar de gasfase, totdat al het ijs verdwenen is.

## Tripelpunt van verschillende stoffen
Van enkele eenvoudige stoffen staan hieronder de temperatuur en druk van het tripelpunt, gesorteerd op temperatuur.
| Stof        | Temperatuur (K) | Druk (kPa) |
| ----------- | --------------- | ---------- |
| waterstof   | 013,8033        | 007,04     |
| neon        | 024,5561        | 043,2      |
| zuurstof    | 054,3584        | 000,152    |
| argon       | 083,8058        | 068,8      |
| kooldioxide | 216,5000        | 518,5      |
| water       | 273,1598        | 000,61173  |

## Toekomst
Volgens de herdefinitie van de basiseenheden krijgt de kelvin een nieuwe definitie, gebaseerd op een bepaalde exacte waarde van de Boltzmannconstante. Het tripelpunt van water is dan weliswaar nog steeds met grote nauwkeurigheid te bepalen, maar de temperatuur zal dan niet meer exact 273,16 kelvin zijn.